# Бинокль

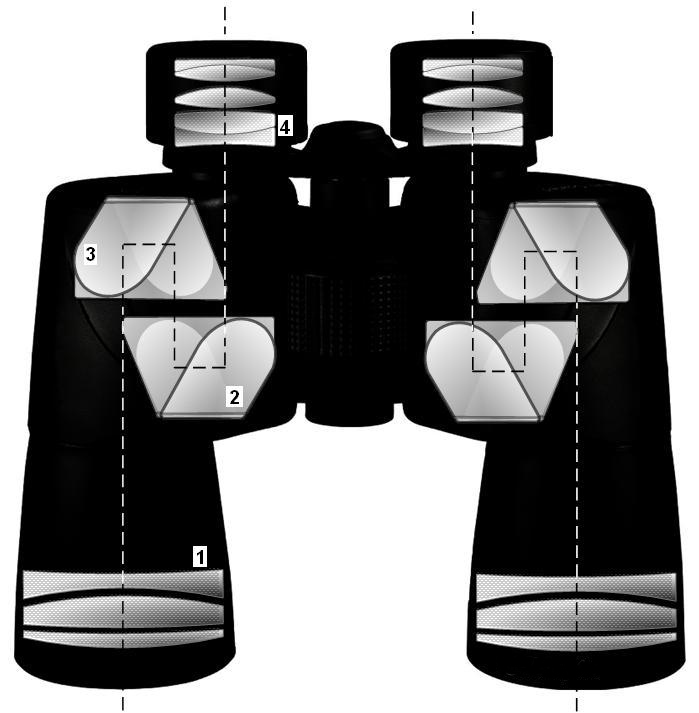
Схема классического бинокля; 1 — объектив, 2 и 3 — призмы Порро, 4 — окуляр

Бино́кль (фр. binocle от лат. bini «двое» + oculus «глаз») — оптический прибор, состоящий из двух параллельно расположенных и соединённых вместе зрительных труб, для наблюдения удалённых предметов двумя глазами: за счёт этого наблюдатель видит стереоскопическое изображение (в отличие от зрительной трубы).

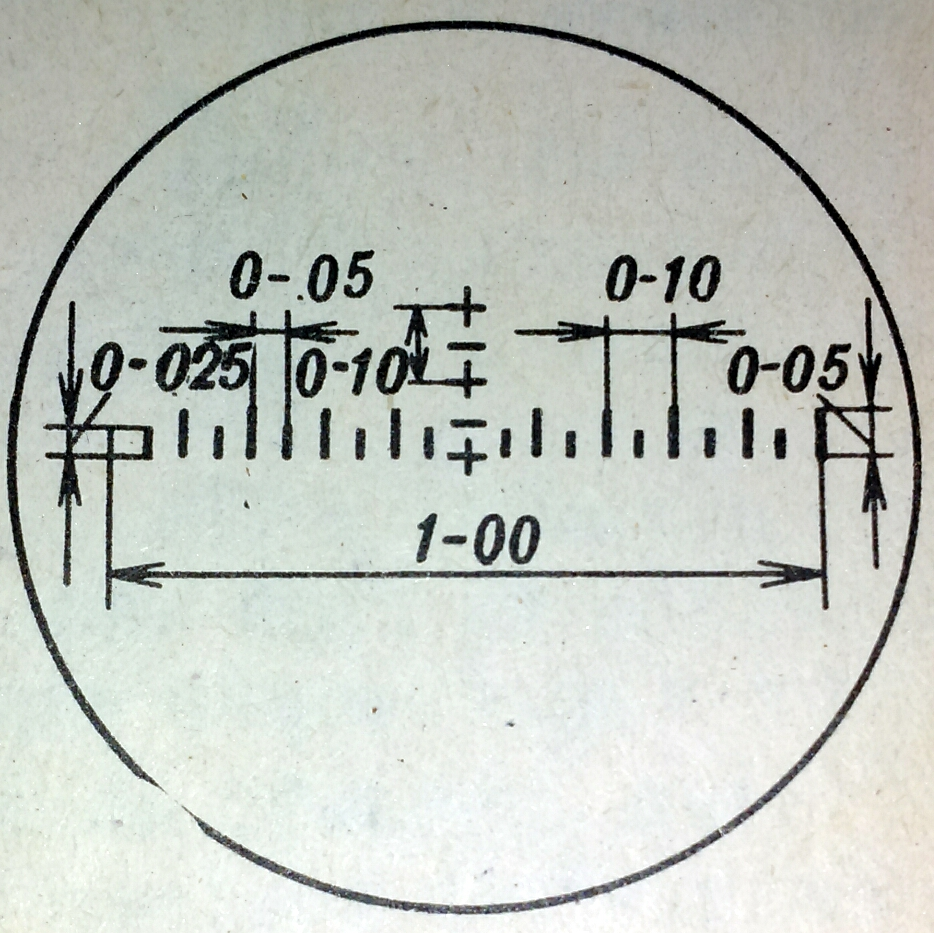
Поле советского артиллерийского бинокля типа БИ-8

большой стационарный бинокль на корабле

Из вариантов устройства бинокля на практике используются трубы Галилея (простые устройства с высокой светосилой и малым полем зрения) и трубы Кеплера, которые, в свою очередь, делятся в зависимости от применённого решения по конструкции зрительной трубы (апризматические, несколько классов призматических).
Бинокли специализируются по применению: существуют театральные бинокли (компактные приборы с невысоким увеличением), астрономические бинокли (приборы для наблюдения за астрономическими объектами), стационарные бинокли для смотровых площадок, а также спортивные, артиллерийские, морские и другие. Некоторые модели биноклей комплектуются дополнительными устройствами (например, компасом, дальномером), оснащаются гиростабилизирующими компонентами, приборами ночного видения.

## Бинокли с трубами Галилея

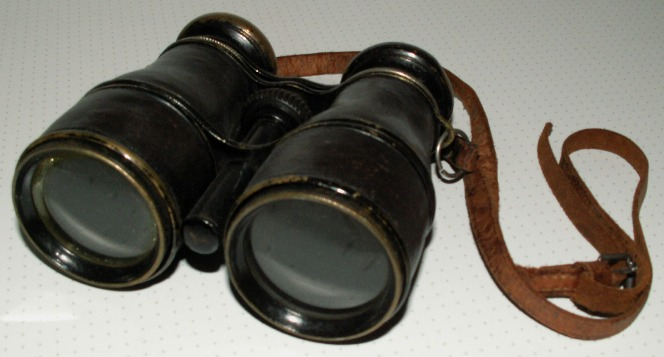
Бинокль с трубами Галилея

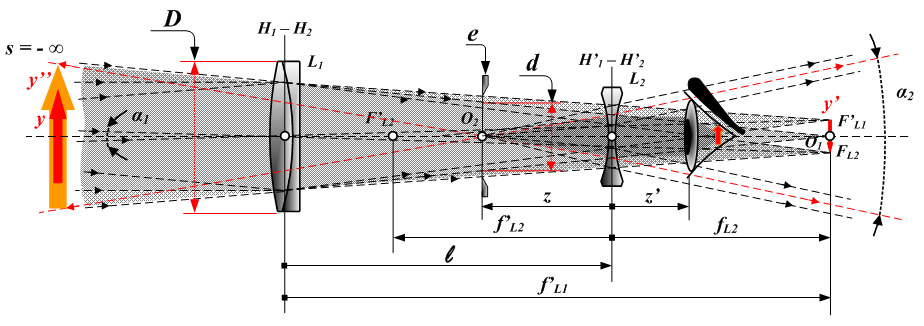
Схема трубы Галилея

В этих биноклях каждая зрительная труба имеет объектив в виде положительной линзы и окуляр в виде отрицательной линзы. Труба Галилея сразу даёт прямое (неперевёрнутое) изображение, поэтому между объективом и окуляром нет других оптических деталей. Достоинством биноклей Галилея является компактность — они короче и легче всех остальных типов биноклей. Недостаток — резкое ухудшение качества изображения при увеличениях больше четырёхкратного. Бинокли с трубами Галилея обычно используются в театрах, на концертах и других аналогичных мероприятиях — большинство театральных биноклей сконструировано с трубами Галилея.

## Бинокли с трубами Кеплера

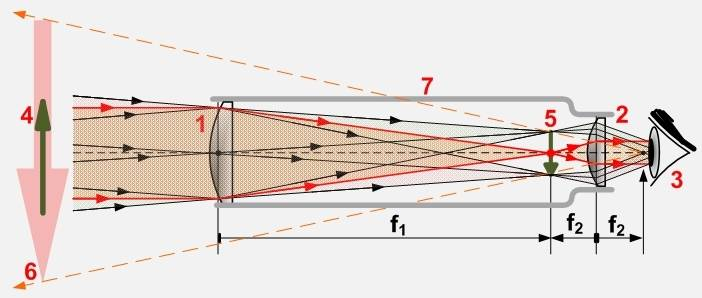
Схема трубы Кеплера

В биноклях с трубами Кеплера каждая зрительная труба имеет и объектив, и окуляр в виде положительной линзы. Как правило, обе линзы являются составными. Труба Кеплера способна давать высокое качество изображения при больших увеличениях. Но для этого свет должен пройти большое расстояние между объективом и окуляром. Другой (и главный) недостаток трубы Кеплера — перевёрнутое изображение. Для исправления перевёрнутости в биноклях используют переворачивающие линзы либо призмы.

### Бинокли с переворачивающими линзами (апризматические)

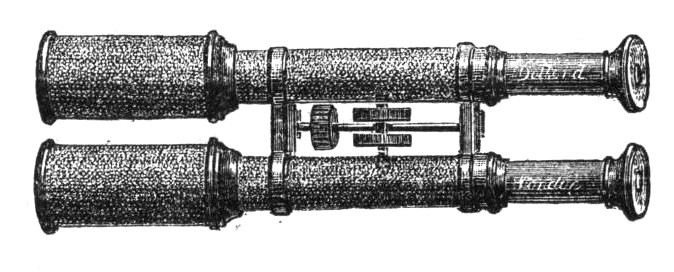
Апризматический бинокль

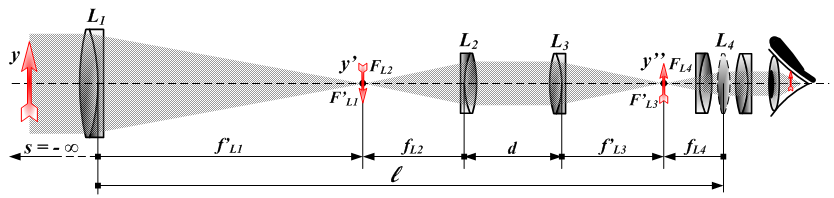
Оборачивающая система линз между объективом и окуляром

В апризматических биноклях между объективом и окуляром помещается оборачивающая система из одной или двух линз, повторно переворачивающая изображение. Центральный луч в каждой трубе идёт по прямой линии, без излома. Расстояние между центрами объективов равно расстоянию между центрами окуляров (то есть расстоянию между зрачками). Поэтому невозможно применение объективов диаметром больше 65 мм. Но главным недостатком таких биноклей является большая длина.

### Призматические бинокли
В призматических биноклях для повторного переворачивания изображения (а заодно для укорачивания бинокля) используются призмы. На практике применяются призмы Порро, Аббе и Шмидта — Пехана. Последние два типа призм известны как «roof» («крышеобразные»).

#### Бинокли с призмами Порро

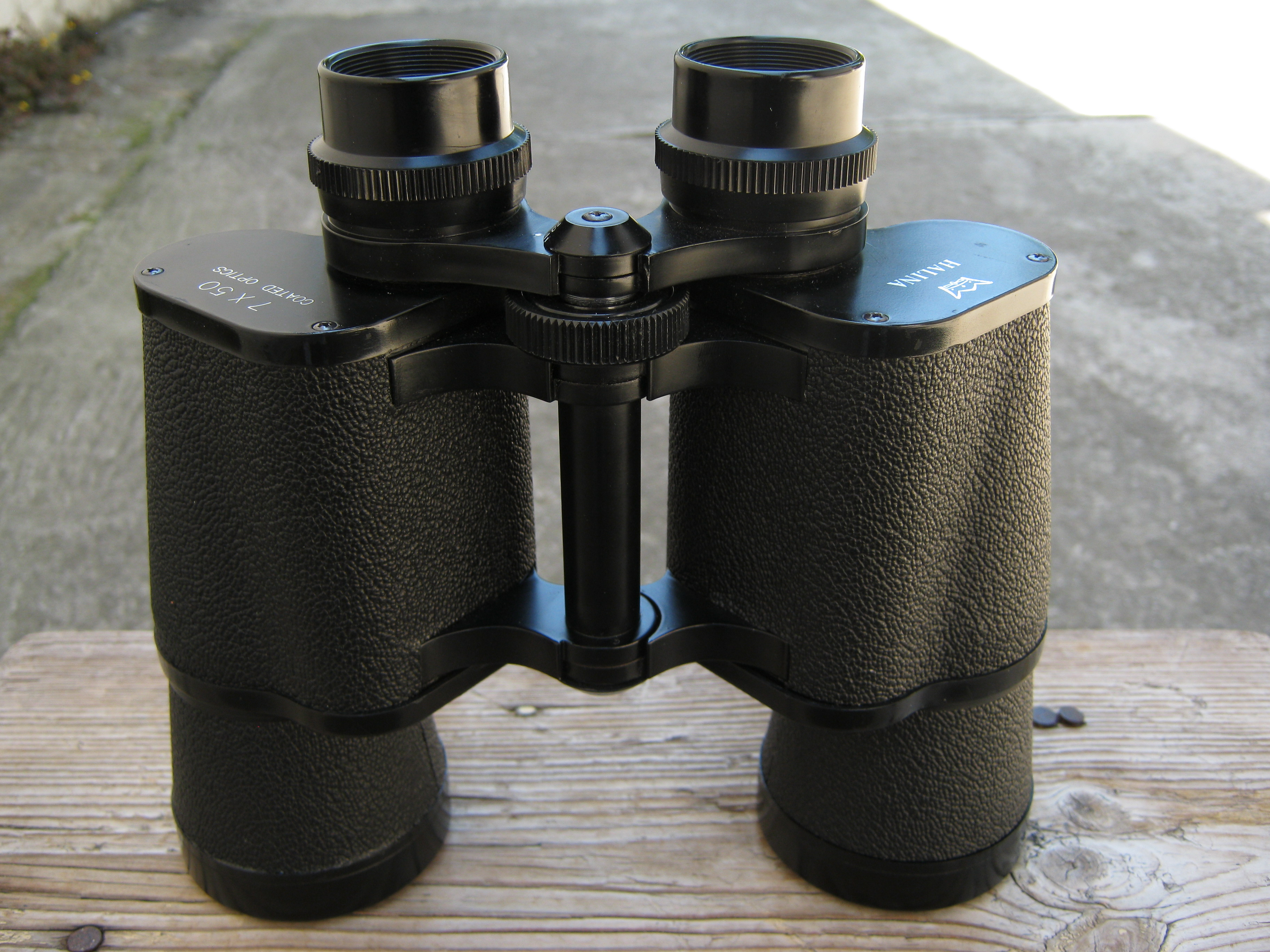
Полевой бинокль (7×50)

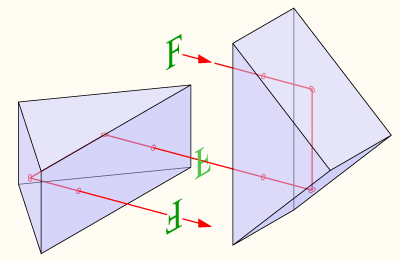
Ход лучей в призме Порро

Итальянский оптик Иньяцио Порро в 1854 году запатентовал систему призм, которая одновременно и укорачивает длину бинокля, и выпрямляет перевёрнутое изображение. Впервые бинокли с призмами Порро стала выпускать фирма «Карл Цейс» в конце 1890-х годов. В призмах Порро нет потерь на отражающих поверхностях, так как используется полное внутреннее отражение. Центральный луч в каждой трубе четыре раза меняет направление. Расстояние между объективами обычно больше, чем между зрачками глаза. Это даёт возможность использовать объективы большого диаметра, что важно для астрономических биноклей и для больших морских биноклей. К тому же они расширяют стереобазу, что усиливает стереоэффект. Производство биноклей с призмами Порро несколько дешевле других призм. Как правило, призмы Порро используются в морских биноклях и многих полевых биноклях. Недостатком системы Порро является большая ширина бинокля.

#### Бинокли с призмами Аббе

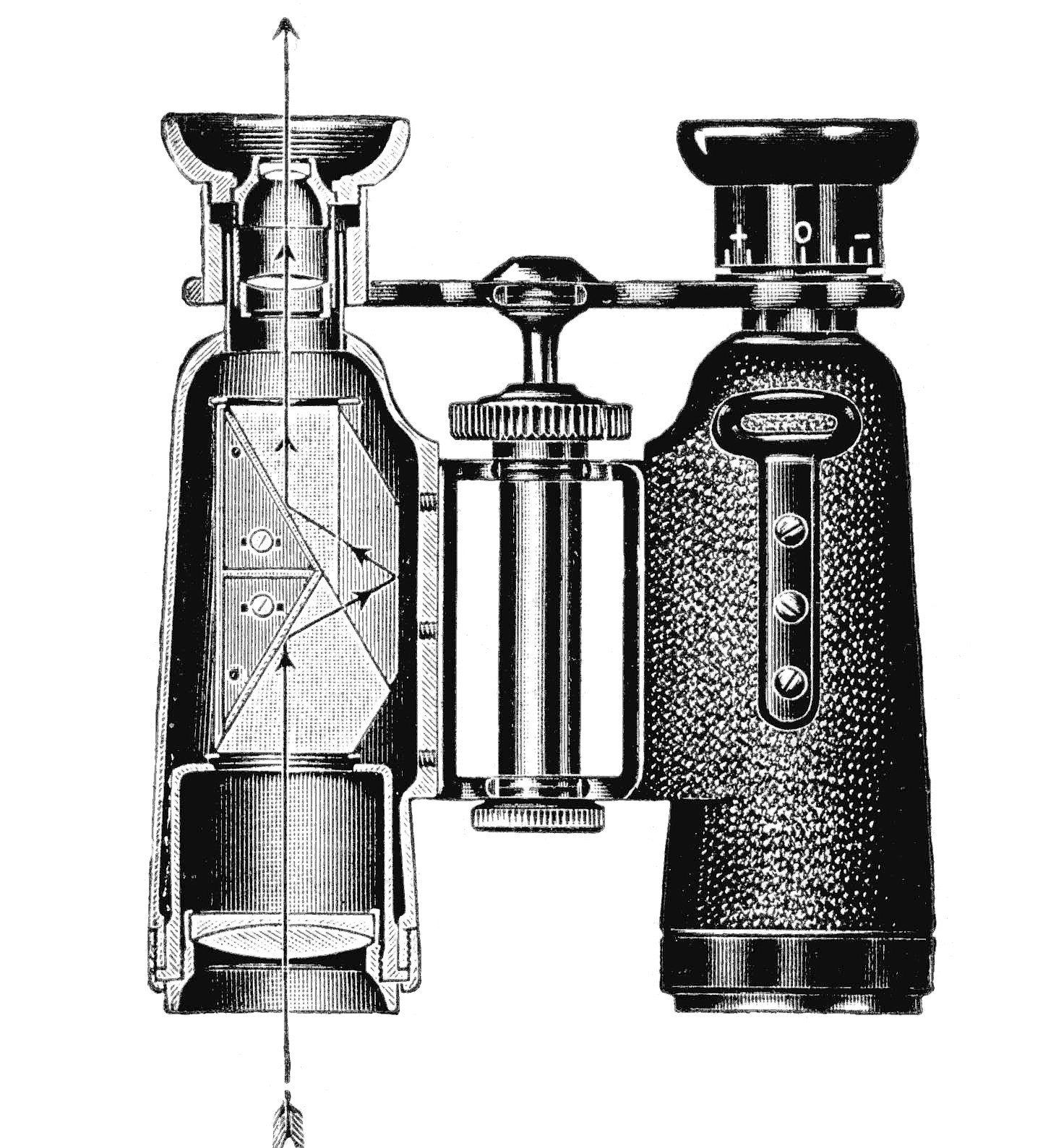
Бинокль Аббе 1905 года

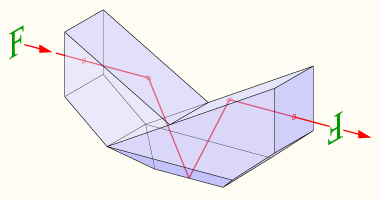
Ход лучей в призме Аббе-Кёнига

Призмы Аббе названы по имени изобретателя Эрнста Аббе, сотрудника фирмы «Карл Цейс». Существуют три типа призм Аббе: одна дисперсионная и два типа оборачивающих призм Аббе: тип 1 (призма Аббе — Кёнига) и тип 2. В современных биноклях с прямыми трубами используется призма Аббе — Кёнига, запатентованная в 1905 году. Центральный луч в каждой трубе несколько раз меняет направление, но в конце возвращается на первоначальную прямую. Расстояние между центрами объективов равно расстоянию между центрами окуляров (то есть расстоянию между зрачками). Поэтому невозможно применение объективов диаметром больше 65 мм. Недостатками призм Аббе — Кёнига считались также потери света на некоторых отражающих поверхностях и на поверхностях склейки. Но в дорогих биноклях специальные технологии сильно уменьшают потери. Кроме того, в призмах Аббе — Кёнига существует фазовый сдвиг между лучами света, проходящими через разные части призмы, что уменьшает яркость и контрастность изображения. Однако, в дорогих биноклях имеется фазокорректирующее покрытие, устраняющее этот недостаток. Преимуществом призм Аббе — Кёнига является компактность бинокля. Также для таких призм проще сконструировать герметичный прибор.

#### Бинокли с призмами Шмидта — Пехана
Для потребителя бинокли с призмами Шмидта — Пехана неотличимы от биноклей с призмами Аббе, за двумя исключениями: такие бинокли существенно дешевле, а потери света в них существенно больше.

## Цифровые бинокли
Бинокль с цифровой видео-фотокамерой, с цифровым зумом, встречаются с дополнительными цифровые бинокли с функциями:  GPS, с электронным компасом, высотомером, есть бинокли с функцией ночной съёмки. Главным достоинством цифрового бинокля является то, что можно записать видео или сделать фотографии дальних объектов, а недостаток, что нужно заряжать аккумуляторы.

## Основные параметры биноклей

### Диаметр объектива
Обычно эти параметры указываются на корпусе бинокля, например «10×40».
- Первое число «10» — это кратность, оно сообщает нам о том, что с помощью этого бинокля возможно увидеть изображение объекта в 10 раз больше (в угловой мере), чем при наблюдении невооружённым глазом.
- Второе число «40» показывает входную апертуру объектива в миллиметрах или, упрощённо говоря, диаметр его передней линзы. Чем больше линза, тем больше света она собирает и даёт более яркое изображение.

### Диаметр выходного зрачка
Диаметр выходящего светового пучка бинокля важен при наблюдениях в условиях сумеречного освещения. Если диаметр выходного зрачка бинокля будет меньше диаметра зрачка человека, максимальный потенциал чувствительности глаза, обеспечивающийся более широким зрачком человека, не будет задействован, что приведёт к более тёмному изображению, чем возможно. И наоборот, если диаметр зрачка человека не расширится до значения выходного зрачка бинокля, будет потеряна часть его светового потока (особенно это критично в отношении биноклей со зрачком 6 и более мм) и бинокль будет работать лишь в часть силы, аналогично биноклю с меньшей апертурой, но имеющим равнозрачковое (совпадение размеров зрачка бинокля и человека) увеличение при той же кратности.
Днём диаметр зрачка взрослого человека средних лет составляет 3—4 мм, тогда как ночью зрачок человека расширяется до 7 мм (до 9 мм у некоторых подростков 15 лет). С возрастом максимальный диаметр зрачка человека уменьшается, в среднем до 6,5 мм в 30 лет, 5,5 мм в 45 лет, и 4,5 мм в 80 лет. Соответственно, для просмотра из бинокля в условиях сниженной освещённости требуются бинокли с диаметром выходного зрачка не ниже 4 мм, а в ночное время — 5—7 мм в зависимости от возраста.

### Фактор сумерек
Это относительная величина, которая зависит от кратности бинокля и диаметра входной линзы объектива. При этом качество оптики не учитывается.
Фактор сумерек рассчитывается путём умножения кратности на диаметр передней линзы и извлечения квадратного корня из результата.
При наблюдении в условиях пониженного и сумеречного освещения рекомендуют бинокли с бо́льшим коэффициентом фактора сумерек.
Данный параметр подвергают сомнению на некоторых форумах. 
Согласно рекомендациям по выбору бинокля для наблюдений в сумерках рекомендуется бинокль с выходным зрачком в ~5 мм.
В выбор попадают бинокли: 
7х35 - зрачок 5 мм, 
8х40 - зрачок 5 мм, 
7х50 - зрачок 7,14 мм. 
Если же для выбора бинокля принимать во внимание параметр "сумеречный фактор", то бинокли с малым выходным значком, но большим увеличением, являющиеся довольно темными по параметру "выходной зрачок" оказываются в преимуществе. 
Например:
16х50 - зрачок 3,12 мм, сумеречный фактор 28.
7х50 - зрачок 7,14 мм, сумеречный фактор 18.

### Фокус
Большинство призменных биноклей имеет центральную фокусировку. В этом случае резкость сначала настраивается для левого окуляра (левого глаза) путём поворота центрального барабана (колёсика) фокусировки; затем, при необходимости (если у наблюдателя разная острота зрения на левый и правый глаз) проводится подстройка правого окуляра. В дальнейшем перефокусировка бинокля на более близкие или далёкие объекты проводится только центральным барабаном. Существуют бинокли с индивидуальной, или раздельной фокусировкой каждого окуляра, то есть окуляры не связаны между собой механической системой. В этом случае каждая перефокусировка бинокля требует подстройки и левого, и правого окуляра. По такой схеме выполняются бинокли с дальномерной или угломерной шкалой, морские бинокли с герметичным корпусом, специализированные астрономические бинокли.
Некоторые бинокли не имеют механизма фокусировки как такового: оптическая система даёт условно чёткое изображение от некоторого расстояния до бесконечности аналогично фотографическому объективу, настроенному на гиперфокальное расстояние (ГРИП); настройка на дальние и ближние предметы возможна только за счёт естественной способности глаз к аккомодации. К достоинствам биноклей с фиксированной фокусировкой можно отнести упрощение конструкции и, следовательно, удешевление, повышение надёжности за счёт отсутствия движущихся частей и влагозащищённости корпуса.
Иногда приходится рассматривать в бинокль объекты, находящиеся в непосредственной близости, например, бабочку на цветке. Для таких наблюдений требуется бинокль с минимальной дистанцией фокусировки не более 0,5—1,5 метра.

### Просветление системы
В технических характеристиках биноклей редко встречаются данные о качестве оптических элементов, хотя именно от этого зависит конечное качество изображения:
- непросветлённая линза отражает 4 — 5 % светового потока;
- линза с однослойным просветлением — около 1 %;
- линза с многослойным (MC) просветлением — всего 0,2 % света.

Так как в конструкции бинокля используется не одна, а несколько линз, на практике потери света оказываются ещё больше. Например, для бинокля, состоящего из 6 непросветлённых элементов (12 поверхностей), потери света будут составлять примерно 40 %, тогда как для такой же конструкции с линзами с многослойным (MC) просветлением — всего 2,4 % (то есть в 17 раз меньше). Просветление оптики также сводит к минимуму внутренние отражения, улучшая чёткость, цветопередачу и контраст изображения.
Определить многослойное просветление наружных линз бинокля можно по фиолетовому или по зелёному покрытию линз при дневном свете. Однослойное просветление как правило голубое, с лёгким фиолетовым оттенком, но бывают и исключения из этого правила. Дополнительным способом определения покрытия можно считать интенсивность отражения точечных источников света поверхностью линз и различимость тёмного фона (особенно разница заметна при сравнении бок о бок). Качественное многослойное просветление даёт слаборазличимое тёмное отражение с эффектом отсутствия линз, а однослойное — более яркую и контрастную картинку.
Отдельно стоит выделить случаи, когда покрытие линз выглядит зеркально-красным или оранжевым: это не просветление оптики, а покрытие с функцией светофильтра. Обычно светофильтр наносится для улучшения качества наблюдения в условиях тумана. Такой фильтр заметно обрезает свет в части спектра от красного до жёлтого и отчасти голубой, синий, фиолетовый спектры (то есть как раз те диапазоны, к которым глаз максимально восприимчив).

### Асферические элементы
В конструкции многих биноклей применяются также асферические линзы, они увеличивают чёткость и контраст изображения, сводя к минимуму оптические искажения.

### Вынесенная окулярная точка
Многие бинокли имеют вынесенную окулярную точку благодаря большому рабочему отрезку окуляра. Это значит, что во время наблюдения можно держать бинокль на некотором расстоянии от глаз и при этом видеть полное изображение. В таком случае возможно смотреть в бинокль в очках без ухудшения изображения.

### Стабилизация изображения
Стабилизатор изображения устанавливается в некоторые приборы с конца XX — начала XXI века, в таких биноклях используются два гироскопа, работающие от встроенных батарей, которых хватает обычно на несколько часов работы. Применяются там, где наблюдатель обычно находится на подвижной поверхности (судоходство, воздухоплавание).